# Poyntingov vektor
U elektromagnetizmu Poyntingov vektor predstavlja snagu elektromagnetskog polja po jedinici površine, a mjerna jedinica mu je W/m2. Poyntingov vektor se definira kao:
{\displaystyle \mathbf {S} ={\frac {1}{\mu _{0}}}\mathbf {E} \times \mathbf {B} ,}
gdje je: 
- {\displaystyle \mu _{0}} permeabilnost vakuuma
- E električno polje
- B magnetska indukcija

Poyntingov teorem pokazuje da tako definirani Poyntingov vektor zaista predstavlja snagu elektromagnetskog polja po jedinici površine.